# ۳ ربیع‌الثانی
۳ ربیع‌الثانی، سومین روز از ماه ربیع‌الثانی در تقویم هجری قمری است.
در تقویم هجری قمری قراردادی این روز نود و دومین روز سال است.

## درگذشتگان
- * ۵۸۵ - موفق‌الدین بحرانی اربلی، شاعر عربی.